# 早稲田大学川口芸術学校
早稲田大学川口芸術学校（わせだだいがくかわぐちげいじゅつがっこう）は、かつて存在した芸術専門学校。2003年に埼玉県川口市の映像新産業拠点SKIPシティに開校。映像と情報コンテンツ制作者を養成することを目的とした。

## 概要
3年制昼間の映像情報科（専門士、定員30名）と4年制昼間の映像文化学科（高度専門士・定員10名）の2学科が設置されていた。映像情報科では、1年次および2年次前期を少人数によるグループワークなどを中心とした集中実習型の映像に関する広範カリキュラムとなっていた。多作な制作による実践教育と周辺の専門分野の座学を提供していた。デジタルシネマ・アニメーション・映像芸術表現・映像ジャーナリズムの専門ゼミを有し、2年次後期から卒業までセミによる制作指導を提供していた。
主なカリキュラムとして、グループワークを中心とした集中実習形式の情報リテラシー、写真、視覚表現基礎、ドキュメンタリー制作、シナリオ・ドラマ制作、立体アニメ、平面アニメ、CG制作、音響デザインなどが開講されていた。講義科目では、メディア・リテラシー、映像ジャーナリズム、メディアアート等が設置されていた。その他全校的な授業や学校行事としては、夏の軽井沢セミナーや学祭参加、卒業制作展、公開講座、インターネット生放送実習等行われていた。相内啓司、阿部勉 (映画監督)、今村哲也、池水通洋、岩本憲児、葛岡博、クリストフ・シャルル、黒田昌郎、是枝裕和、小栗康平、小瀬村真美、小堤一明、菅野由弘、草原真知子、瀧健太郎、中田整一、長幾朗、原田眞人、藪野健、本木克英、保田克史などが教壇に立ち、指導にあたった。これらの教員は、映画、テレビ、メディア研究など、様々な分野での実績を持つ専門家であり、学生たちに多様な視点と経験を提供した。
卒業生には、西原孝至（『わたしの自由について〜SEALDs 2015〜』）、小林達夫（『合葬』）、奥田庸介（『東京プレイボーイクラブ』）などがいる。奥田は、卒業制作から続く3部作作品『青春墓場〜明日と一緒に歩くのだ〜』で、2010年ゆうばり国際ファンタスティック映画祭オフシアター部門グランプリを受賞した。
2011年度より映像情報科・映像文化学科の募集を停止。在学生が卒業するのと同時に早稲田大学川口芸術学校は閉校となることが決定。2015年3月に、閉校した。
座標: 北緯35度49分40.5秒 東経139度43分14.6秒 / 北緯35.827917度 東経139.720722度